# إجهاد نباتي
الإجهاد النباتي هو اضطراب فسيولوجي يحدث نتيجة تعرض النبات لأحد العوامل البيئية الطبيعية تؤثر في نمو النبات وتغير هذه الظروف واختلافها يؤثر على النبات بشكل أو بأخر مما يوقع النبات تحت ما يسمى بالجهد أو بالضغط البيئي.
ويمكن تعريف الجهد البيئي كالتالي: "الانحراف من الحالات المثلي للحياة والذي يؤدي إلى ظهور تغيرات أو استجابات على مستوي جميع العمليات الحيوية للكائن الحي .أي أن النبات يقع في ظروف بيئية غير ملائمة لنموه وتعرف هذه الظروف بعوامل الإجهاد."

## عوامل الإجهاد
عوامل الإجهاد هي:
الظروف الكثيرة غير المفضلة لكثير من النباتات والتي توجد بصفة مستديمة (مثل ملوحة شاطئ البحر) أو متقطعة (مثل جفاف موسمي) في مكان ما وقد يؤدي إلى موت النبات.
وقد قام العلماء بدراسات متعددة لمعرفة السلوك الذي يسلكه النبات الواقع تحت الإجهاد فوجد أنه يتخذ طريقين للمقاومة
1-التحاشي (بالإنجليزية: Avoidance)‏: وهو تحاشي الكائن الحي العامل المسبب للجهد كأن يقوم بعدة تحولات كيميائية داخل الخلايا لتحاشي العامل المجهد.
2- التحمل: قدرة بروتوبلازم الخلية النباتية على مقاومة العامل المجهد، ومنه نجد أن قدرة النبات على البقاء في البيئة المعرضة للإجهاد تعتمد على قدرته على القيام بإحدى العمليات التالية:
1. الهرب من الإجهاد.
2. تحمل الإجهاد.
3. استعادة النشاط بعد زوال الإجهاد.

وتختلف النباتات في مواكبتها للعامل البيئي إذ يعتمد ذلك على
1- المقدرة الوراثية لكل نبات حيث يختلف تعامل أنواع مختلفة من النباتات اتجاه العامل المؤثر عليها.
2- اختلاف استجابة النبات يختلف باختلاف الأوقات (ليل – نهار، اختلاف فصول السنة).
3- اختلاف المرحلة العمرية للنبات (بذرة – بادرة – نبات كامل).

## رد النبات على الإجهاد
طبقاً للنظرية الدينامكية للضغط فإن الكائن الحي الذي يتعرض للإجهاد يدخل في عدة مراحل.
1. مرحلة التنبيه أو الإنذار (بالإنجليزية: Alarm phase)‏: ويقصد بها بداية وقوع الضرر على النبات وفيها يفقد النبات استقراره وتكون عمليات الهدم أكثر من عمليات البناء.
2. مرحلة المقاومة ((بالإنجليزية: Resistame phase)‏) وهي المرحلة التي يكون عامل الإجهاد مستمر وفيها يقوم النبات بالتقسية (بالإنجليزية: Hardening)‏ إذا كان العمل مؤقتاً أو بعملية التكيف (بالإنجليزية: Adaptation)‏ إذا كان العمل مستمراً.
3. مرحلة الإنهاك (بالإنجليزية: Exhaustion phase)‏ أو المرحلة النهائية (بالإنجليزية: End phase)‏: يصل النبات لهذه المرحلة لحالتين:

- - إما أن يكون غير قادر على القيام بالمرحلة الثانية (المقاومة).
  - أو أن يكون قد تعرض للإجهاد لفترات طويلة جداً أو أن عامل الإجهاد قد زاد من شدته، مما يؤدي إلى تعرض النبات للأمراض المختلفة نتيجة لضعف وسائل الدفاع ليؤدي إلى انهيار النبات وموته.

وتنقسم عوامل الإجهاد إلى:
- عوامل أحيائية (بالإنجليزية: Biotic)‏: مثل ازدحام النباتات في منطقة معينة والنباتات المتطفلة والكائنات الدقيقة والرعي.
- عوامل لا أحيائية (بالإنجليزية: Abiotic)‏: مثل الإشعاع، الحرارة، الماء، الغازات، الخ.